# Basilique Sainte-Maxellende de Caudry
La basilique Sainte-Maxellende de Caudry est une basilique mineure catholique, située à Caudry, dans le département du Nord, dans la région Hauts-de-France. Construite dans les années 1890, elle révèle l'importance du culte rendu à la sainte de Caudry. 

## Histoire
La basilique de Caudry est dédiée à sainte Maxellende, jeune Caudrésienne assassinée par son prétendant Harduin d'Amerval au VIIe siècle.

## Construction
L'édifice, de style néogothique, fut édifié selon les plans de l'architecte lillois Louis Marie Cordonnier entre 1887 et 1890. Lieu de pèlerinage des aveugles et mal-voyants, l'église fut élevée au rang de basilique mineure par un bref pontifical le 3 septembre 1991 par le pape Jean-Paul II.
La basilique mesure 72 m de longueur extérieure sur 36 m de longueur et son clocher culmine à 75 m. Il comporte un carillon de 3 cloches : « Vox Dei », 2 tonnes, donne le do ; « Pax », 1 700 kg, donne le ré et « Maxellende », 1 500 kg, donne le fa.

## Intérieur de la basilique
À l'intérieur, la grande nef culmine à 20 m sous clef de voûte et les deux bas côtés à 8 m. Le transept se termine par deux chapelles, celle de gauche dédiée à Notre Dame du Rosaire et celle de droite à sainte Maxellende avec la châsse de la sainte. Il est éclairé par deux rosaces comportant chacune 4600 pièces de verre posées vers 1921. Le chœur est orné d'un maître-autel en marbre blanc, cuivre doré et mosaïques qui fut primé au XIXe siècle à l'exposition des maîtres-autels d'Anvers. Les vitraux sont réalisés par Charles Lorin, maître verrier à Chartres entre 1905 et 1940. Ils retracent la vie de sainte Maxellende. Le grand orgue est l'œuvre de Charles Mutin (1913).
La châsse de sainte Maxellende date du XIVe siècle et est classée à titre objet des monuments historiques en 1896. L'église en totalité est inscrite au titre des monuments historiques par arrêté le 25 septembre 2019,.

### Lien Externe
- Paroisse Sainte Maxellende en Cambrésis - Messe.info